# ميغيل أنجيلو (لاعب كرة قدم برتغالي)
ميغيل أنجيلو (بالبرتغالية: Miguel Ângelo Ferreira de Castro‏) هو لاعب كرة قدم برتغالي في مركز الدفاع، ولد في 10 أكتوبر 1984 في لشبونة في البرتغال. شارك مع منتخب البرتغال تحت 21 سنة لكرة القدم. أما مع النوادي، فقد لعب مع سبورتينغ لشبونة ب ونادي أروكا ونادي أولهانينسي ونادي بايرنسيه ونادي ماريتيمو.

## وصلات خارجية
- ميغيل أنجيلو (لاعب كرة قدم برتغالي) على موقع قاعدة بيانات كرة القدم.إي يو (الإنجليزية)
- ميغيل أنجيلو (لاعب كرة قدم برتغالي) على موقع Soccerway.com (الإنجليزية)